# Buenópolis
Buenópolis é um município brasileiro do estado de Minas Gerais, situado em seu centro-norte, em uma região conhecida como área dos grandes sertões popularizada pelo escritor Guimarães Rosa.

## História
A cidade em si remonta do século XVIII, tendo início no povoado de Curimataí. Supõe-se que o povoado teve início com a existência do Curral da Contagem, que funcionava como entidade alfandegária. Outra hipótese levantada é de que os primeiros habitantes do local eram sonegadores de impostos da coroa referentes à extração de diamantes e ouro do Arraial do Tejuco. 
Existe um relato do viajante e naturalista francês Auguste de Saint Hilaire esteve em Curimataí, por volta de 1817, e relatou suas impressões: 
“De todas as povoações por onde passei desde o começo da viagem pelo sertão, Curmatahy foi a única em que vi jardins, os vegetais aí plantados dão a essa localidade um ar de frescor que não possuem Contendas (hoje Brasília de Minas), Coração de Jesus etc. Mas é preciso convir que os habitantes de Curmatahy são favorecidos no que respeita à água: pois que correm da montanha vários regatos, que deslizam em volta da povoação, entretem nela um pouco de humidade e fornecem os meios de fazer irrigações”. 
O aglomerado de casas na fazenda Riachão, de propriedade da família Teixeira de Toledo, no início do século passado, juntamente com a chegada dos trilhos da Estrada de Ferro Central do Brasil, que dá início as suas obras em meados de 1910, propiciam o surgimento de uma região central que posteriormente será denominado de Buenópolis. O engenheiro Pedro Dutra foi incumbido de construir a estação ferroviária, traçar a planta de uma cidade ao seu redor, demarcando ruas e praças, em uma região que era de mata fechada, dando início à construção da matriz e da 11a Residência da Companhia. A estação foi inaugurada a 4 de setembro de 1914, e a região recebe o nome de Buenópolis, em homenagem ao então presidente do estado, Coronel Júlio Bueno Brandão. 
Segundo informantes locais, os trilhos da estrada de ferro iriam seguir os rios Curimataí, das Pedras e Riachão, acompanhando a Serra de Minas, passando pela fábrica de tecidos Santa Bárbara, instalada ao final do século XIX pela família Matta Machado. Contudo, o engenheiro Dolabela Portela, responsável pela execução das obras, alterou o traçado original para que a ferrovia passasse por terras de sua propriedade. 
Em 7 de setembro de 1923, através da Lei n° 843, Buenópolis passou a ser distrito de Diamantina, desmembrado do distrito de Joaquim Felício. Sua instalação, porém, só foi efetivada em 19 de maio de 1927, permanecendo assim até 1938. Nesse ano, foi elevado à categoria de município, em 17 de dezembro, através da Lei n° 148, encampando 3 distritos do município de Diamantina – Buenópolis, Curimataí e Joaquim Felício – além do distrito de Augusto de Lima, criado com parte do território da sede municipal. Em 1962, perdeu estes dois últimos, elevados à categoria de município, permanecendo com dois distritos, o da sede e o de Curimataí. 
A história de Buenópolis está estreitamente vinculada à ferrovia. Até 1927, os trilhos iam só até a cidade. As boiadas que vinham do norte de Minas e da Bahia passavam pelo meio das ruas, em direção ao curral de contagem e à estação de embarque, para serem transportadas para a Capital e o sul do País. Esse foi um período áureo para a localidade, até que foi feita a ligação da ferrovia com Montes Claros, desviando tal fluxo de transporte e comércio. 
É possível perceber a influência da ferrovia na orientação da expansão urbana do município, na disposição e hierarquia das vias, pois próximo às praças Henrique Ciuli e Professor Herculino França, concentram-se a Prefeitura, Igreja Matriz e Fórum, a Estação Ferroviária e antigos escritórios da RFFSA.

## Geografia
De acordo com o censo realizado pelo IBGE em 2022, sua população é de 9 150 habitantes. Fica a 272 km de distância de Belo Horizonte e faz divisas com Joaquim Felício, Augusto de Lima, Diamantina, Bocaiúva e Lassance.